# 土默熱
土默熱（1951年10月—），本名包秦，土默熱是其蒙古族名字以及發表紅學著作的筆名。吉林扶余人，中华人民共和国政治人物及紅學家。曾任吉林省水利厅厅长，吉林省总工会主席，吉林省人大常委会副主任。
包秦任公職之餘，曾在高校教授明清史，著有《土默熱紅學》、《土默热重勘〈红楼梦〉》、《土默热红学概论》、《土默热红楼文化丛书》，吉林人民出版社出版。土默热红学另闢新徑，完全不同于传统红学及当今主流红学。

## 紅學論點
土默熱提出了《紅樓夢》的特別論點。作者不是曹雪芹而是洪昇，大觀園的原型是在洪昇的故鄉杭州西溪；「金陵十二釵」的原型是「蕉園姐妹」，她们都是当时杭州洪黄钱顾“四大家族”的女儿，是洪昇的表姐妹；脂砚斋是洪昇之妻黄蕙，“脂砚斋”是她参加“蕉园诗社”时为自己所取的雅号，壬午年（1702年）黄蕙去世后，洪昇之妾邓氏雪儿（畸笏叟）继续评点。为《红楼梦》题名《风月宝鉴》的“东鲁孔梅溪”是指洪昇的老师王渔洋。又說朱彜尊在康熙四十一年，即洪昇去金陵前兩年，曾經看過他的《紅樓夢》初稿，朱彜尊作了《題洪上舍傳奇》詩記敍此事。土默熱又表示道光十年（1830年）俄國第十一屆傳教團從聖彼得堡來華，有位學生庫爾梁德采夫，在北京買了一套《石頭記》，帶囘俄國，即是《列寧格勒藏鈔本石頭記》。此書封面的背後有漢字“洪”，是《石頭記》作者的姓。2005年前後，“土默熱紅學”開始在互聯網上大量散播，2006年4月16日，杭州西溪濕地舉行有“土默熱紅學研討會”。
對此，紅學界駁斥“洪昇作者說”，表示其說法並無實質學術價值。《红楼梦》学会副会长蔡义江认为：“土默热称《红楼梦》乃曹雪芹所著仅是胡适的大胆猜想，实际上，从《红楼梦》诞生那天起，就有记载证明出自曹雪芹之手，从曹雪芹同时代人的著作以及脂砚斋的评点都可证明这一点。”
《土默熱紅學》也有扭曲史料之嫌，陳熙中表示土默熱篡改了曹寅和朱彝尊二人的诗句。也有專家指出《红楼梦》不是来源于《长生殿》，《红楼梦》的故事同洪昇的一生遭遇和家庭的剧变没有关系。

## 社會活動
2008年10月17日，中国工会十五大在北京开幕，大会选举包秦出任主席团委员。